# Donna Lee

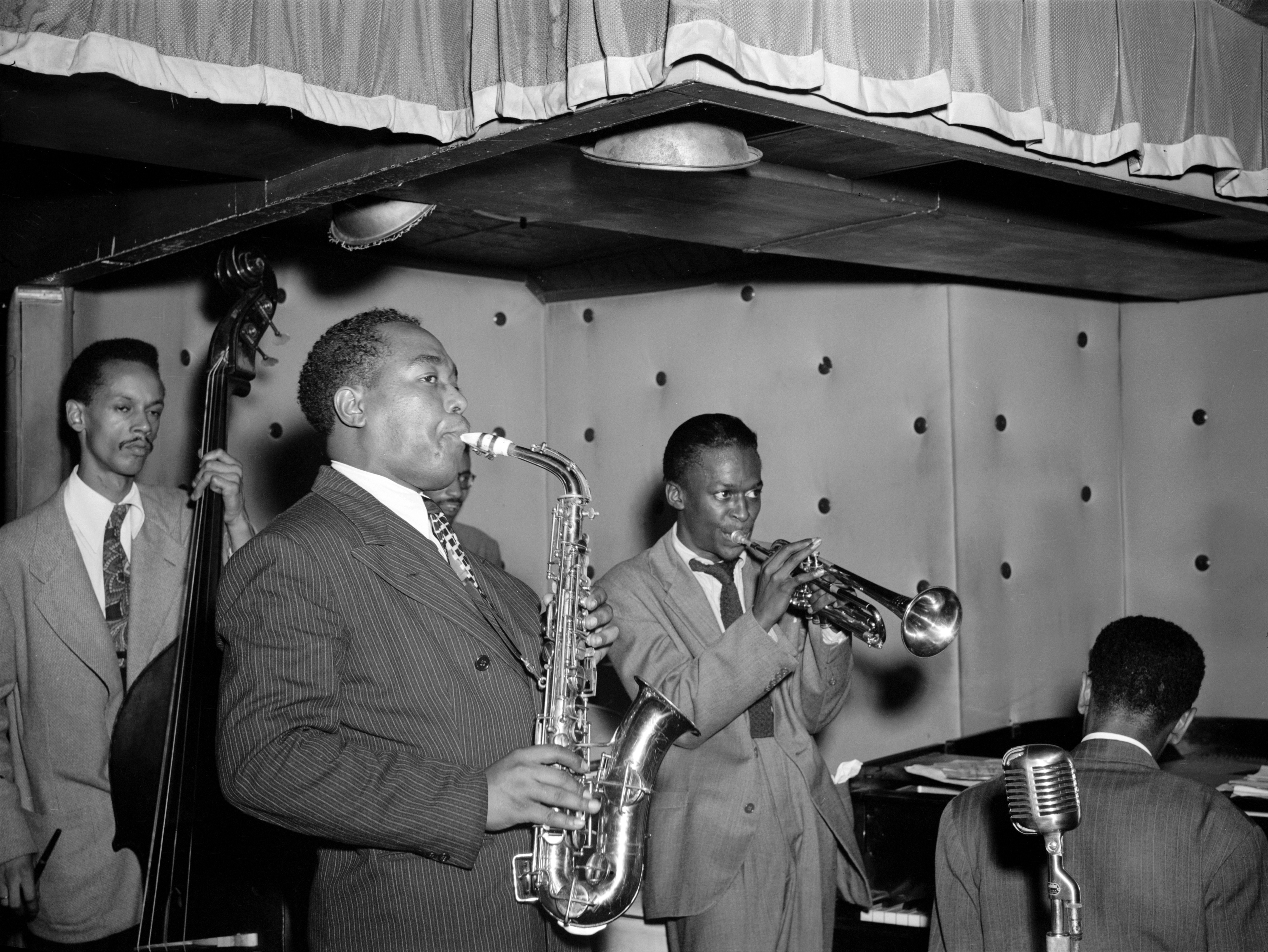
Tommy Potter (derecha), Charlie Parker y Miles Davis participaron en la primera grabación de "Donna Lee". Fotografía de un concierto en agosto de 1947.

"Donna Lee" es un tema de jazz, dentro del estilo bebop, compuesto por Miles Davis. Está escrito en la bemol y está basado en la progresión de acordes del tema de jazz tradicional, "(Back Home Again in) Indiana". Es un tema complejo, compuesto con técnica basada en el uso de grupos de cuatro notas en cada cambio armónico. 

## Autoría
Miles Davis compuso la canción en 1947, siendo su primera composición grabada, aunque a veces se atribuye la autoría al saxofonista Charlie Parker. Parker aparece acreditado en algunas ediciones originales de discos en 78 rpm, un error que se ha perpetuado dando lugar al equívoco.  Su nombre proviene del de la hija del contrabajista Curly Russell, Donna Lee Russell, y parece ser que fue puesto por el productor Teddy Reig. No obstante, se cuenta también otra versión sobre su origen: En la semi-autobiografía de Charles Mingus, Beneath the Underdog, cuenta que en un periodo de su vida tuvo dos parejas, Donna y Lee-Marie. cuando Mingus se lo contó a Davis, considerando lo mejor de cada una de ellas, las llamaba "Donna-Lee".

## Versiones
"Donna Lee" fue originalmente grabada por el Charlie Parker Quintet el 8 de mayo de 1947 para Savoy Records. La formación de esta sesión, fue Charlie Parker (saxo alto), Miles Davis (trompeta), Bud Powell (piano), Tommy Potter (contrabajo), y Max Roach (batería). En esa misma sesión se grabaron "Chasin' the Bird", "Cheryl", and "Buzzy".
El chileno Omar Nahuel incluyó la canción en el disco homónimo de su banda, «Nahuel Jazz Quartet», de 1963. El bajista Jaco Pastorius grabó una reinterpretación del tema, un solo de bajo con la participación de Don Alias en las congas, para su álbum de debut, Jaco Pastorius (1976). El tema fue también uno de los preferidos por el saxofonista de free jazz Anthony Braxton, que lo grabó en muchas ocasiones. Fue también el último tema grabado por el trompetista Clifford Brown, justo antes de su muerte en accidente, a los 25 años.
El saxofonista y flautista Jorge Pardo incluyó una versión del tema en su larga duración Las cigarras son quizá sordas (Nuevos Medios, 1991), donde, por cierto, la atribuye a Charlie Parker. Desde entonces la ha incluido en su repertorio en directo en repetidas ocasiones, como atestigua la grabación del directo El concierto de Sevilla (1995) junto a Carles Benavent y Tino di Geraldo.